# Кёхель, Людвиг фон
Людвиг фон Кёхель (полное имя нем. Ludwig Alois Ferdinand Ritter von Köchel, где Ritter — это титул, присвоенный Кёхелю в 1842 году; 14 января 1800 — 3 июня 1877, Вена) — австрийский музыковед, источниковед, писатель, композитор, ботаник и публицист. Наиболее известен как составитель каталога произведений Моцарта.
Людвиг родился в австрийском городе Штейн (ныне в составе Кремса). Он учился юриспруденции в Вене и на протяжении 15 лет, в 1827—1842 гг., был наставником четырёх сыновей эрцгерцога Карла Тешенского. По итогам этой работы он был возведён в дворянство и приобрёл определённые средства, которые позволили ему до конца жизни заниматься собственными исследованиями. На учёных того времени сильное влияние произвели его ботанические исследования в Северной Африке, Пиренейского полуострова, Великобритании, северной Скандинавии и России.
Кроме ботаники он интересовался геологией и минералогией, но особенно любил музыку и был членом Международного фонда Моцартеум в Зальцбурге.
В 1862 году Кёхель опубликовал «Хронологически-тематический указатель всех сочинений Вольфганга Амадея Моцарта» (Chronologisch-thematisches Verzeichnis sämtlicher Tonwerke Wolfgang Amadé Mozarts), вошедший в историю как каталог Кёхеля (нем. Köchelverzeichnis). Этот каталог был первым серьёзным исследованием творчества Моцарта. С тех пор произведения Моцарта обозначаются «по Кёхелю», то есть по номерам его Указателя, буквой «К» или «KV»: например, Симфония № 41 (Jupiter) имеет номер K.551 (или KV 551).